# 동경 53도
동경 53도(東經53度)는 본초 자오선에서 동쪽으로 53도 떨어진 경선이다. 북극점에서 시작하여 북극해, 유럽, 아시아, 아프리카, 인도양, 남극해, 남극을 거쳐 남극점에 이른다.
동경 53도는 서경 127도와 이어져 지구의 둘레를 이룬다.
북극점에서 남극점까지 동경 53도선은 다음 지역을 지나간다.
| 좌표                                                  | 나라, 지역, 해역 | 주석                                                            |
| ----------------------------------------------------- | ---------------- | --------------------------------------------------------------- |
| 북위 90° 0′ 동경 53° 0′  / 북위 90.000° 동경 53.000°  | 북극해           |                                                                 |
| 북위 80° 23′ 동경 53° 0′  / 북위 80.383° 동경 53.000° | 러시아           | 제믈랴프란차이오시파 제도 구케라섬                              |
| 북위 80° 8′ 동경 53° 0′  / 북위 80.133° 동경 53.000°  | 바렌츠해         |                                                                 |
| 북위 72° 53′ 동경 53° 0′  / 북위 72.883° 동경 53.000° | 러시아           | 노바야제믈랴 제도의 유즈니섬과 메즈두샤르스키섬                 |
| 북위 71° 0′ 동경 53° 0′  / 북위 71.000° 동경 53.000°  | 바렌츠해         | 페초르스코예해                                                  |
| 북위 68° 47′ 동경 53° 0′  / 북위 68.783° 동경 53.000° | 러시아           |                                                                 |
| 북위 51° 29′ 동경 53° 0′  / 북위 51.483° 동경 53.000° | 카자흐스탄       |                                                                 |
| 북위 42° 7′ 동경 53° 0′  / 북위 42.117° 동경 53.000°  | 투르크메니스탄   | 카라보가스골만을 통과함                                         |
| 북위 40° 0′ 동경 53° 0′  / 북위 40.000° 동경 53.000°  | 카스피해         | 크라스노보츠크만                                                |
| 북위 39° 49′ 동경 53° 0′  / 북위 39.817° 동경 53.000° | 투르크메니스탄   | 이름없는 섬                                                     |
| 북위 39° 47′ 동경 53° 0′  / 북위 39.783° 동경 53.000° | 카스피해         | 투르크메니스탄 오구르자아다섬의 바로 서쪽을 지나감              |
| 북위 36° 47′ 동경 53° 0′  / 북위 36.783° 동경 53.000° | 이란             |                                                                 |
| 북위 27° 7′ 동경 53° 0′  / 북위 27.117° 동경 53.000°  | 페르시아만       |                                                                 |
| 북위 24° 8′ 동경 53° 0′  / 북위 24.133° 동경 53.000°  | 아랍에미리트     | 아부다비 토후국                                                 |
| 북위 22° 53′ 동경 53° 0′  / 북위 22.883° 동경 53.000° | 사우디아라비아   |                                                                 |
| 북위 19° 20′ 동경 53° 0′  / 북위 19.333° 동경 53.000° | 오만             |                                                                 |
| 북위 16° 53′ 동경 53° 0′  / 북위 16.883° 동경 53.000° | 예멘             |                                                                 |
| 북위 16° 37′ 동경 53° 0′  / 북위 16.617° 동경 53.000° | 인도양           | 아덴만                                                          |
| 북위 12° 10′ 동경 53° 0′  / 북위 12.167° 동경 53.000° | 예멘             | 삼하흐섬                                                        |
| 북위 12° 9′ 동경 53° 0′  / 북위 12.150° 동경 53.000°  | 인도양           | 세이셸 아미랑트 제도 사이를 지나감                              |
| 남위 60° 0′ 동경 53° 0′  / 남위 60.000° 동경 53.000°  | 남극해           |                                                                 |
| 남위 65° 56′ 동경 53° 0′  / 남위 65.933° 동경 53.000° | 남극             | 오스트레일리아령 남극 지역, 오스트레일리아가 영유권을 주장한다. |

## 같이 보기
- 동경 52도
- 동경 54도